# Brațul nedrept al legii
Brațul nedrept al legii (titlul original: în engleză The Wrong Arm of the Law) este un film de comedie englez, realizat în 1963 de regizorul Cliff Owen, protagoniști fiind actorii Peter Sellers, Bernard Cribbins, Lionel Jeffries și Nanette Newman.

## Rezumat
O bandă de hoți este condusă de Pearly Gates, care are ca acoperire o casă de modă. Operațiunile lor sunt zădărnicite de trei australieni care se dau drept ofițeri de poliție, profitând de informațiile furnizate de Valerie, iubita lui Gates. Acesta din urmă negociază un armistițiu cu Scotland Yard-ul. Dar confuzia dintre polițiști adevărați și cei falși va complica foarte mult lucrurile...

## Distribuție
- Peter Sellers – „Pearly” Gates
- Bernard Cribbins – „Nervous” O'Toole
- Lionel Jeffries – Inspector Fred „Nosy” Parker
- Nanette Newman – Valerie, Maison Jules model și prietena lui Pearly
- Bill Kerr – Jack Coombes, sergentul IPO Mob
- Ed Devereaux – „Bluey” May, IPO Mob
- Reg Lye – Reg Denton, IPO Mob
- Davy Kaye – antrenorul King
- Graham Stark – Sid Cooper
- John Le Mesurier – comisarul adjunct alScotland Yard-ului
- Martin Boddey – Superintendent J.S. Forest
- Irene Browne – Dowager
- Arthur Mullard – „Brassknuckles”, amicul criminal al lui „Nervous”
- Dermot Kelly – „Misery” Martin, asociatul criminal al lui „Nervous”
- Vanda Godsell – Annette, asociata lui „Pearly”, administrând Maison Jules
- Tutte Lemkow – „Siggy” Schmoltz
- Barry Keegan – Mr. Pointer
- Dennis Price – Educated Ernest (nemenționat)
- Marianne Stone – o femeie (nemenționat)
- Dick Emery – un bărbat adulter (nemenționat)
- John Junkin – Maurice (nemenționat)
- Cardew Robinson – poștașul (nemenționat)
- Mario Fabrizi – șoferul de dubă și vânzător de rochii de damă (nemenționat)
- John Harvey – un sergent de poliție (nemenționat)
- Harold Siddons – paznic în garaj de la subsol (nemenționat)
- Jack Silk –  paznicul la postul de poliție (nemenționat)
- Derek Guyler – paznicul la Scotland Yard (nemenționat)
- Gerald Sim – un oficial la aerodrom (nemenționat)
- Michael Caine – un tip la târgul de distracții Battersea Park (nemenționat)